# Rose Noire
I Rose Noire sono un gruppo musicale visual kei. La band è un duo formato da Louie (cantante, compositore e arrangiatore) e da sua sorella Jill (violino), entrambi laureati alla Università delle arti di Tokyo.
Il gruppo ha riscosso un ottimo successo, grazie a al suo sound molto particolare ed insolito, che inserisce in solide basi di musica classica, in cui lo strumento principale è il violino di Jill, elementi darkwave, industrial ed elettronici.

## Formazione
- Louie - voce, violino (ritmico), sintetizzatore, drum machine, programmazione
- Jill - violino

### Membri di supporto
- NEMU - chitarra elettrica
- tAk - basso elettrico
- Ebisumaru - batteria

## Discografia

### Singoli
- 22/05/2009 - Awareness / Acquittal

### Album
- Apocalypse (2010)
- Le paradis de la psychose (2011)
- Neo Renaissance 1st movement (2012)
- Neo Renaissance 2nd movement (2012)
- Apocalypse -The Resurrection Of Notes- (2013)